# Martín del Castillo y Cos
Martín del Castillo y Cos (Xalapa, Veracruz, 1828 - Ciudad de México, 8 de mayo de 1899) fue un militar mexicano de ideología conservadora y partidario del Segundo Imperio Mexicano. 

## Biografía
Perteneció al gabinete imperial de Maximiliano de Habsburgo ejerciendo el puesto de ministro de Hacienda en 1863, fue ministro de Negocios y Marina y ministro de la Secretaría de Relaciones Exteriores de 1865 a 1866.
Fue intendente general de la Lista Civil; Consejero Secretario del Consejo General de Beneficencia; Comendador de la Orden Imperial de Guadalupe; Oficial de la Orden Imperial de la Legión de Honor en grado de Oficial Mayor de Francia. Zarpó con rumbo a París y Viena en compañía de la emperatriz Carlota, en busca de apoyo económico y militar. Fue nombrado ministro imperial en Roma, se mantuvo exiliado cuando en México fue restaurada la República.  Murió el 8 de mayo de 1899 en la Ciudad de México durante la época del porfiriato.